# Símil (poeta)
Símil (en llatí Simylus, en grec antic Σίμυλος) fou un poeta còmic atenenc de la comèdia mitjana.
És conegut per una inscripció i se sap que va exhibir una comèdia en l'arcontat de Diòtim el 354 aC. Del títol de l'obra a la inscripció només s'han conservat tres lletres *σιᾳ, que com a hipòtesi s'ha proposat llegir Ἐφεσίᾳ (Efesia). També el mencionen algunes vegades diversos autors clàssics, entre ells Juli Pòl·lux que esmenta la seva comèdia Μεγαρική (Megariké).